# Kantons van Isère
Het Franse departement Isère (38) omvat, sinds de hervorming van de kantons die bij wet doorgevoerd werd in 2013 en voor het eerst toegepast bij de departementsverkiezingen van maart 2015, nog 29 in plaats van 58 kantons. In een aantal gevallen werden afgeschafte kantons in hun geheel toegevoegd aan reeds bestaande kantons, in andere gevallen werden de gemeenten van afgeschafte kantons verdeeld over verschillende bestaande kantons of werden geheel nieuwe kantons gevormd.
Het beoogde doel van de hervorming was kantons te vormen die naar inwoneraantal vergelijkbaar groot zijn (maximaal 20% afwijking van het gemiddelde voor het departement) zodat de vertegenwoordiging van elk kanton in de departementsraad (twee als koppel verkozen raadsleden per kanton) voortaan ook ongeveer een gelijk aantal inwoners zou vertegenwoordigen.
Het gemiddelde inwoneraantal voor een kanton in het departement bedraagt na de hervorming ongeveer 42.600 (pop. municipale 2013). De grootste afwijkingen hiervan zijn er voor Kanton Charvieu-Chavagneux (+20%) en Kanton Matheysine-Trièves (-31%).

## Kantons van het departement Isère na de hervorming van 2013

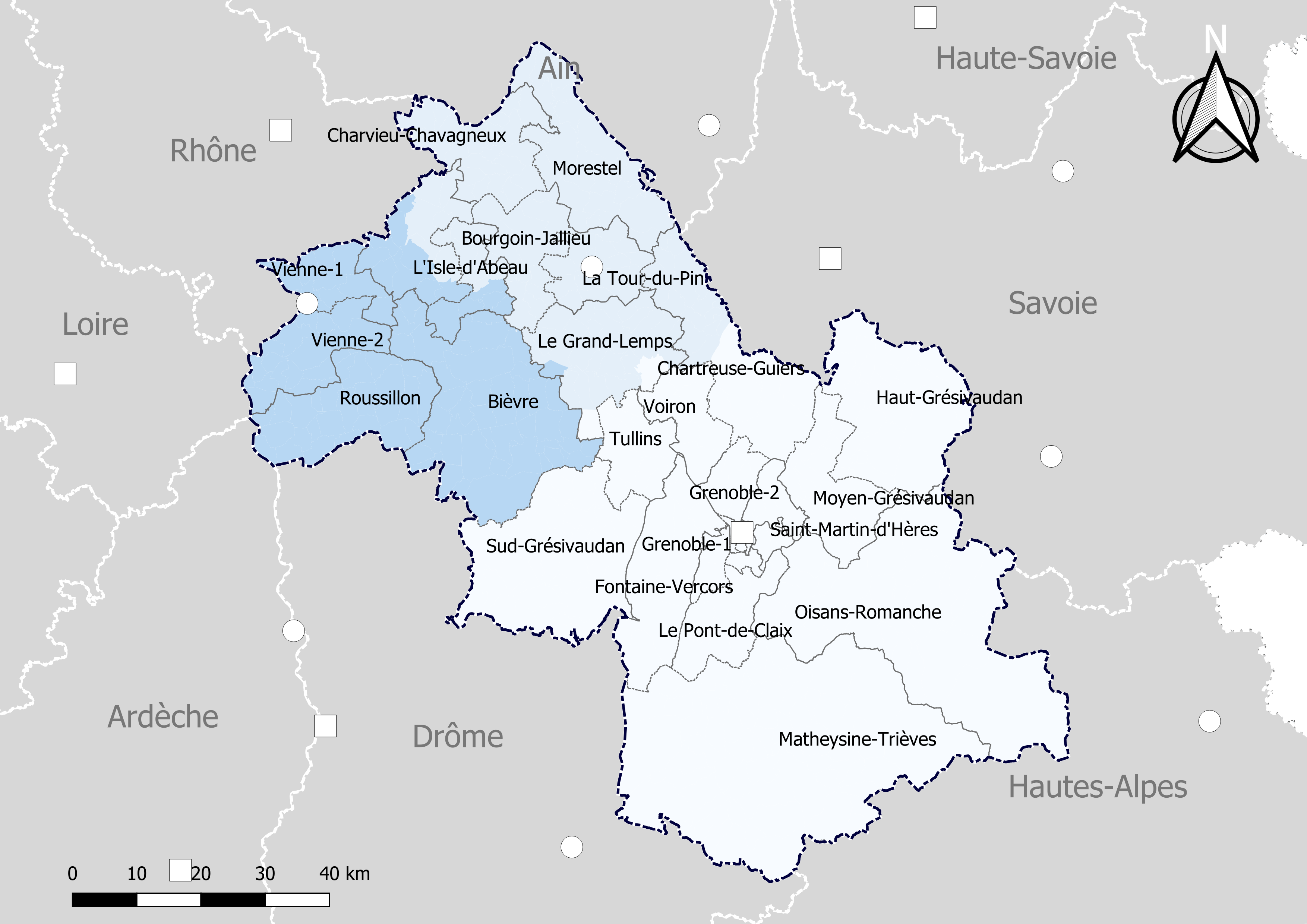
Kantons van Isère met in blauwtinten de arrondissementen.

Bij de hervorming van de kantons werd geen rekening gehouden met de bestaande arrondissementsgrenzen, als gevolg hiervan liggen kantons niet langer steeds binnen eenzelfde arrondissement.
| Kanton | Kanton                      | Inwoners 2013* | Aantal gemeenten |
| ------ | --------------------------- | -------------- | ---------------- |
| 1      | Kanton Bièvre               | 43.472         | 48               |
| 2      | Kanton Bourgoin-Jallieu     | 51.156         | 14               |
| 3      | Kanton Chartreuse-Guiers    | 35.515         | 25               |
| 4      | Kanton Charvieu-Chavagneux  | 51.230         | 24               |
| 5      | Kanton Échirolles           | 46.417         | 3                |
| 6      | Kanton Fontaine-Seyssinet   | 37.391         | 4                |
| 7      | Kanton Fontaine-Vercors     | 38.651         | 11               |
| 8      | Kanton Le Grand-Lemps       | 34.927         | 32               |
| 9      | Kanton Grenoble-1           | 47.366         | 1                |
| 10     | Kanton Grenoble-2           | 44.209         | 8                |
| 11     | Kanton Grenoble-3           | 47.602         | 1                |
| 12     | Kanton Grenoble-4           | 47.019         | 1                |
| 13     | Kanton Le Haut-Grésivaudan  | 42.638         | 26               |
| 14     | Kanton L'Isle-d'Abeau       | 50.324         | 13               |
| 15     | Kanton Matheysine-Trièves   | 29.377         | 72               |
| 16     | Kanton Meylan               | 44.011         | 8                |
| 17     | Kanton Morestel             | 37.165         | 25               |
| 18     | Kanton Le Moyen Grésivaudan | 44.021         | 17               |
| 19     | Kanton Oisans-Romanche      | 33.066         | 31               |
| 20     | Kanton Le Pont-de-Claix     | 45.247         | 12               |
| 21     | Kanton Roussillon           | 45.815         | 27               |
| 22     | Kanton Saint-Martin-d'Hères | 47.088         | 4                |
| 23     | Kanton Le Sud Grésivaudan   | 40.890         | 45               |
| 24     | Kanton La Tour-du-Pin       | 35.140         | 17               |
| 25     | Kanton Tullins              | 38.149         | 13               |
| 26     | Kanton La Verpillière       | 43.714         | 16               |
| 27     | Kanton Vienne-1             | 40.015         | 10               |
| 28     | Kanton Vienne-2             | 47.967         | 18               |
| 29     | Kanton Voiron               | 45.805         | 11               |

Bron: INSEE - *Inwoners 2013 = Population municipale

## Kantons van het departement Isère voor de hervorming van 2013
| Arrondissement | Arrondissement | Kanton | Kanton                        |
| -------------- | -------------- | ------ | ----------------------------- |
| 1              | Grenoble       | 1      | Allevard                      |
| 3              | Vienne         | 2      | Beaurepaire                   |
| 1              | Grenoble       | 3      | Le Bourg-d'Oisans             |
| 2              | La Tour-du-Pin | 4      | Bourgoin-Jallieu-Sud          |
| 1              | Grenoble       | 5      | Clelles                       |
| 1              | Grenoble       | 6      | Corps                         |
| 3              | Vienne         | 7      | La Côte-Saint-André           |
| 2              | La Tour-du-Pin | 8      | Crémieu                       |
| 1              | Grenoble       | 9      | Domène                        |
| 1              | Grenoble       | 10     | Goncelin                      |
| 2              | La Tour-du-Pin | 11     | Le Grand-Lemps                |
| 1              | Grenoble       | 12     | Grenoble-1                    |
| 1              | Grenoble       | 13     | Grenoble-2                    |
| 1              | Grenoble       | 14     | Grenoble-3                    |
| 3              | Vienne         | 15     | Heyrieux                      |
| 1              | Grenoble       | 16     | Mens                          |
| 1              | Grenoble       | 18     | Monestier-de-Clermont         |
| 2              | La Tour-du-Pin | 19     | Morestel                      |
| 1              | Grenoble       | 20     | La Mure                       |
| 2              | La Tour-du-Pin | 21     | Le Pont-de-Beauvoisin         |
| 1              | Grenoble       | 22     | Pont-en-Royans                |
| 1              | Grenoble       | 23     | Rives                         |
| 3              | Vienne         | 24     | Roussillon                    |
| 1              | Grenoble       | 25     | Roybon                        |
| 1              | Grenoble       | 26     | Saint-Étienne-de-Saint-Geoirs |
| 2              | La Tour-du-Pin | 27     | Saint-Geoire-en-Valdaine      |
| 3              | Vienne         | 28     | Saint-Jean-de-Bournay         |
| 1              | Grenoble       | 29     | Saint-Laurent-du-Pont         |
| 1              | Grenoble       | 30     | Saint-Marcellin               |
| 1              | Grenoble       | 32     | Fontaine-Sassenage            |
| 2              | La Tour-du-Pin | 33     | La Tour-du-Pin                |
| 1              | Grenoble       | 34     | Le Touvet                     |
| 1              | Grenoble       | 35     | Tullins                       |
| 1              | Grenoble       | 36     | Valbonnais                    |
| 2              | La Tour-du-Pin | 37     | La Verpillière                |
| 3              | Vienne         | 38     | Vienne-Nord                   |
| 3              | Vienne         | 39     | Vienne-Sud                    |
| 1              | Grenoble       | 40     | Vif                           |
| 1              | Grenoble       | 41     | Villard-de-Lans               |
| 1              | Grenoble       | 42     | Vinay                         |
| 2              | La Tour-du-Pin | 43     | Virieu                        |
| 1              | Grenoble       | 44     | Vizille                       |
| 1              | Grenoble       | 45     | Voiron                        |
| 3              | Vienne         | 46     | Pont-de-Chéruy                |
| 1              | Grenoble       | 47     | Échirolles-Est                |
| 1              | Grenoble       | 48     | Grenoble-4                    |
| 1              | Grenoble       | 49     | Grenoble-5                    |
| 1              | Grenoble       | 50     | Meylan                        |
| 1              | Grenoble       | 51     | Saint-Égrève                  |
| 1              | Grenoble       | 52     | Saint-Martin-d'Hères-Nord     |
| 2              | La Tour-du-Pin | 53     | Bourgoin-Jallieu-Nord         |
| 1              | Grenoble       | 54     | Échirolles-Ouest              |
| 1              | Grenoble       | 55     | Eybens                        |
| 1              | Grenoble       | 56     | Fontaine-Seyssinet            |
| 1              | Grenoble       | 57     | Grenoble-6                    |
| 2              | La Tour-du-Pin | 58     | L'Isle-d'Abeau                |
| 1              | Grenoble       | 59     | Saint-Martin-d'Hères-Sud      |
| 1              | Grenoble       | 60     | Saint-Ismier                  |